# 05-XX
Classificazione delle ricerche matematiche: sezioni di livello 1

00-XX 01 03 05 06 08 | 11 12 13 14 15 16 17 18 19 20 22 | 26 28 30 31 32 33 34 35 37 39 40 41 42 43 44 45 46 47 49 | 
 51 52 53 54 55 57 58 | 60 62 65 68 | 70 74 76 78 | 80 81 82 83 85 86 | 90 91 92 93 94 97-XX
05-XX è la sigla della categoria dello schema di classificazione MSC dedicata alla combinatoria.
La pagina attuale presenta la struttura ad albero delle sue sottosezioni secondarie e terziarie.

## 05-XX
combinatorica
{per i campi finiti, vedi 11Txx}
- 05-00 opere di riferimento generale (manuali, dizionari, bibliografie ecc.)
- 05-01 esposizione didattica (libri di testo, articoli tutoriali ecc.)
- 05-02 presentazione di ricerche (monografie, articoli di rassegna)
- 05-03 opere storiche {!va assegnato almeno un altro numero di classificazione della sezione 01-XX}
- 05-04 calcolo automatico esplicito e programmi (non teoria della computazione o della programmazione)
- 05-06 atti, conferenze, collezioni ecc.

## 05Axx
problemi combinatori classici
- 05A05 problemi di scelte combinatorie (sottoinsiemi, rappresentativi, permutazioni)
- 05A10 fattoriali, coefficienti binomiali, funzioni combinatorie [vedi anche 11B65, 33Cxx]
- 05A15 problemi di enumerazione esatta, funzioni generatrici [vedi anche 33Cxx, 33Dxx]
- 05A16 enumerazione asintotica
- 05A17 partizioni di interi [vedi anche 11P81, 11P82, 11P83]
- 05A18 partizioni di insiemi
- 05A19 identità combinatorie
- 05A20 disuguaglianze combinatorie
- 05A30 q-calcolo ed argomenti collegati [vedi anche 03Dxx]
- 05A40 calcolo umbrale
- 05A99 argomenti diversi dai precedenti, ma in questa sezione

## 05Bxx
disegni e configurazioni
{per le applicazioni della teoria dei disegni, vedi anche 94C30}
- 05B05 disegni a blocchi [vedi anche 51E05, 62K10]
- 05B07 sistemi di triple
- 05B10 insiemi differenza (nell'ambito della teoria dei numeri, nell'ambito della teoria dei gruppi ecc.) [vedi anche 11B13]
- 05B15 schieramenti ortogonali, quadrati Latini, quadrati di Room
- 05B20 matrici (di incidenza, di Hadamard ecc.)
- 05B25 geometrie finite [vedi anche 51D20, 51Exx]
- 05B30 altri disegni, configurazioni [vedi anche 51E30]
- 05B35 matroidi, reticoli geometrici [vedi anche 52B40, 90C27]
- 05B40 impaccamenti e rivestimenti [vedi anche 11H31, 52C15, 52C17]
- 05B45 problemi di tessellazione e di piastrellatura [vedi anche 52C20, 52C22]
- 05B50 polimini
- 05B99 argomenti diversi dai precedenti, ma in questa sezione

## 05Cxx
teoria dei grafi
{per le applicazioni dei grafi, vedi anche 68R10, 90C35, 94C15}
- 05C05 alberi
- 05C07 sequenze di gradi
- 05C10 teoria topologica dei grafi, immersione [vedi anche 57M15, 57M25]
- 05C12 distanze nei grafi
- 05C15 teoria cromatica dei grafi e mappe geografiche
- 05C17 grafi perfetti
- 05C20 grafi orientati (digrafi), tornei
- 05C21 flussi nei grafi
- 05C22 grafi segnati, con guadagno e con polarizzazione
- 05C25 grafi e gruppi [vedi anche 20F65]
- 05C30 enumerazione di grafi e di mappe geografiche
- 05C31 polinomi associati a grafi
- 05C35 problemi estremali [vedi anche 90C35]
- 05C38 cammini e cicli [vedi anche 90B10]
- 05C40 connettività
- 05C42 densità (tenacità? ecc.)
- 05C45 grafi euleriani e grafi hamiltoniani
- 05C50 grafi e matrici
- 05C51 disegno di grafi e decomposizione isomomorfica [vedi anche 05B30]
- 05C55 teoria di Ramsey generalizzata
- 05C57 giochi sui grafi [vedi anche 91A43, 91A46]
- 05C60 problemi di isomorfismo (congettura della ricostruzione ecc.)
- 05C62 rappresentazioni dei grafi (rappresentazioni geometriche e di intersezione ecc.)
- 05C63 grafi infiniti
- 05C65 ipergrafi
- 05C69 insiemi dominanti, insiemi indipendenti, cricche
- 05C70 fattorizzazione, accoppiamento, ricoprimento e impaccamento
- 05C72 teoria deu grafi frazionali, teoria dei grafi sfumati
- 05C75 caratterizzazione strutturale di tipi di grafi
- 05C76 operazioni sui grafi (grafi di linee, produtti, etc.)
- 05C78 etichettatura dei grafi (grafi graziosi, larghezza di banda ecc.)
- 05C80 grafi aleatori
- 05C81 passeggiate aleatorie sui grafi
- 05C82 grafi di piccoli mondi, reti complesse [vedi anche 90Bxx, 91Dxx]
- 05C83 minori dei grafi
- 05C85 algoritmi sui grafi [vedi anche 68W05, 68R10]
- 05C90 applicazioni
- 05C99 argomenti diversi dai precedenti, ma in questa sezione

## 05Dxx
combinatorica estremale
- 05D05 teoria estremale degli insiemi
- 05D10 teoria di Ramsey
- 05D15 teoria dei trasversali (accoppiamenti)
- 05D40 metodi probabilistici
- 05D99 argomenti diversi dai precedenti, ma in questa sezione

## 05Exx
combinatorica algebrica
- 05E05 funzioni simmetriche
- 05E10 tavole di Young, rappresentazioni del gruppo simmetrico [vedi anche 20C30]
- 05E15 problemi combinatorici concernenti i gruppi classici [vedi anche 22E45, 33C80]
- 05E18 azioni di un gruppo su strutture combinatorie
- 05E30 schemi di associazione, grafi fortemente regolari
- 05E40 aspetti combinatoriali dell'algebra commutativa
- 05E45 aspetti combinatoriali dei complessi simpliciali
- 05E99 argomenti diversi dai precedenti, ma in questa sezione